# Whatever Happened to Sarah Jane?
Whatever Happened to Sarah Jane ? (Qu'est-il arrivé à Sarah Jane ?) est le quatrième épisode de la première saison de la série britannique de science-fiction The Sarah Jane Adventures. À ce jour, la série n'a jamais été diffusée en France.

## Accroche
Sarah Jane confie une mystérieuse boîte à Maria. Le lendemain, elle se réveille alors dans un monde où Sarah Jane Smith n'a jamais existé.

## Résumé

### Première partie
Après une journée de sortie avec Luke et Clyde, Sarah Jane confie une boîte à Maria en lui expliquant que c'est parce qu'elle est la personne en qui elle a le plus confiance. Le lendemain, lorsque Maria se réveille, plus personne n'a jamais entendu parler de Sarah Jane ou de Luke, et sa maison est occupée par une certaine Andrea Yates.
Menant son enquête, Maria découvre qu'Andrea est une ancienne camarade de classe de Sarah Jane et que lorsqu'elles avaient 13 ans, Andrea est morte dans un accident. Dans le monde où elle se trouve, c'est Sarah Jane qui a eu l'accident. Maria décide de dire la vérité face à Andréa, celle-ci panique et appelle un mystérieux protecteur. Celui-ci envoie un Graske afin de faire disparaître Maria. Dans sa fuite, elle fait tomber la boîte et son père, Alan Jackson, la récupère. Cela lui permet de garder le souvenir de sa fille, alors qu'autour de lui toute trace de sa naissance disparaît. Alors qu'elle est transférée dans un autre monde, elle se retrouve en 1964 et discute avec Sarah Jane et Andrea, encore adolescente, quelques minutes avant l'accident.

### Seconde partie
Échouant à convaincre les deux filles de renoncer à un projet dangereux, Maria est ramené par le Graske dans les limbes, où elle rencontre Sarah Jane Smith. Là, elles font la rencontre d'une créature étrange, le Trickster. Il souhaite que le monde tombe dans le chaos et empêcher Sarah Jane de détourner une météorite se dirigeant vers la terre. Il explique que Sarah Jane n'est qu'une expérience et qu'il compte faire la même chose au Docteur.
Pendant ce temps là, sur terre, Alan se retrouve à la soirée d'Anniversaire d'Andrea et lui demande ce qu'elle a fait de sa fille. Elle lui avoue qu'ado, alors qu'elle allait mourir, une voix lui a demandé si elle voulait vivre et, moyennant un contrat, lui a permis de changer de place avec Sarah Jane. Le Trickster envoie alors le Graske se débarrasser d'Alan car il en sait trop, mais finalement, la situation se retourne en défaveur du Graske qui lui permet de faire revenir sa fille. 
Sur terre, c'est la panique car la météorite va entrer en collision avec la planète d'ici quelques minutes. Dans le grenier d'Andrea, une Sarah Jane enfermé dans un miroir supplie Andrea d'annuler son contrat afin de pouvoir sauver la terre, même si cela signifie mourir. Comprenant que sa mort a fait de Sarah Jane une meilleure personne, Andrea annule son contrat et revient en arrière pour mourir sous les yeux d'une Sarah Jane adolescente. Revenus au temps présent, Sarah Jane peut enfin utiliser Mr Smith et détourner la météorite de son but. 
Seulement, Alan Jackson se souvient de tout.

## Continuité
- Sarah Jane mentionne les fois où elle a sauvé la terre, des Banes (Invasion of the Bane) des Slitheens (Revenge of the Slitheen) et des gorgones (Eye of the Gorgon). Le Trickster lui explique qu'il n'a pas pu changer cette trame du temps.

### Liens avec leWhoniverse
- Les Graske sont apparus dans le jeu interactif de Doctor Who "Attack of the Graske."[2] Sarah Jane fait même la réflexion qu'ils sont en activité sur terre depuis des décennies.
- Sarah Jane dit avoir détruit les patriarches de l'église du Tin Vagabond. Une église dont il est fait mention dans l'épisode La Planète du Diable, deuxième partie
- Le Trickster explique qu'il cherche à travers Sarah Jane à atteindre le Docteur.
- Paul Marc Davis (le Trickster) jouait le rôle du chef des hommes du futur dans Utopia (Doctor Who)

### Sur le titre de cet épisode
- Le titre de l'épisode est un jeu de mots avec le film What Ever Happened to Baby Jane. Le titre de l'épisode peut donc à la fois se traduire Qu'est-il arrivé à Sarah Jane ? et Tout est-il arrivé à Sarah Jane ?
- Le titre renvoie aussi à une émission de radio de 1994 Whatever Happened to... où l'on imaginait de nouvelles aventures aux personnages de fiction tels que les 7 nains, le grand méchant loup ou encore Popeye. Pour la petite histoire, un épisode nommé "Whatever happened to Susan Foreman" mettant en scène les aventures de la petite fille du Docteur. Or celle-ci était interprétée par Jane Asher qui joue le rôle d'Andrea Yates.